# Temporada 1917-1918 del Liceu
| Temporada 1917-1918 del Liceu |                   |                                     |                   | |           |                               |
| Òpera                         | Compositor        | Director musical                    | Director d'escena | Papers principals | Producció | Dates                         |
| La sonnambula                 | Vincenzo Bellini  |                                     |                   | Angelo Masini Pieralli, Maria Barrientos, Tito Schipa |           | novembre                      |
| Lohengrin                     | Richard Wagner    |                                     |                   | Angelo Masini Pieralli, Mercedes Llopart, Antonio Saludas, Luigi Rossi Morelli |           | marzo1919                     |
| Thaïs                         | Jules Massenet    | Giulio Falconi/Artur Saco del Valle |                   | Armand Crabbé, Yvonne Gall, Gaston Dubois, Paquita Rodoreda, Conrad Giralt |           | 29 de novembre a l'1 de gener |
| Il trovatore                  | Giuseppe Verdi    | Giulio Falconi                      | Eugeni Salarich   | Josep Segura-Tallien, Giuseppina Gozategui, Giuseppina Zinetti, Bernardo De Muro, Conrad Giralt, Enriqueta Casas, Antoni Pomer, Josep Ricart                                                                          |           | 30 desembre / 2 gener         |
| Hamlet                        | Ambroise Thomas   | Giulio Falconi                      | Eugeni Salarich   | Armand Crabbé, Mercedes Farry, Maria Capuana, Gaudio Mansueto, Conrad Giralt, Miquel Mulleras, Josep Fernández, Antoni Pomer, Pascual                                                                                 |           | 6 de gener                    |
| Rigoletto                     | Giuseppe Verdi    | Giulio Falconi                      | Eugeni Salarich   | Tito Schipa, Josep Segura-Tallien / Mariano Stabile (13), Ángeles Ottein, Gaudio Mansueto, Giuseppina Zinetti |           | 10, 12 i 13 de gener          |
| Andrea Chénier                | Umberto Giordano  | Giulio Falconi                      |                   | Bernardo De Muro, Josep Segura-Tallien, Maria Ruggero, Sra. Rabassa, Enriqueta Casas, Elena Lucci, Leopoldo Brias, Conrad Giralt, Josep Fernández, Carlos del Pozo, Antonio Pomer, Maties Pascual, Gabriel Granollers |           | 15 i 16 de gener              |
| Der fliegende Holländer       | Richard Wagner    | Antonio Guarnieri                   |                   | Angelo Masini Pieralli, Mercè Llopart, Antoni Saludas, Maria Capuana, Vicenç Gallofré, Josep Segura-Tallien |           | 13, 14 i 17 d'abril           |
| Norma                         | Vincenzo Bellini  | Giulio Falconi                      |                   | Catullo Maestri, Giuseppe Quinzi-Tapergi, Ester Mazzoleni, Elvira Casazza, Paquita Rodoreda, Antoni Pomer |           |                               |
| Carmen                        | Georges Bizet     | Artur Saco del Valle                |                   | Conxita Callao/Gabriella Besanzoni, Bernardo de Muro, Mariano Stabile/Marcel Journet, Josè Segura Tallien, Maria Ross                                                                                                 |           |                               |
| El barber de Sevilla          | Gioachino Rossini | Giulio Falconi                      | Eugeni Salarich   | Tito Schipa, Gaetano Azzolini/Carlos del Pozo, Maria Barrientos/Ángeles Ottein, Armand Crabbé/Mariano Stabile, Gaudio Mansueto, Josep Fernández, Enriqueta Casas, Antoni Corts                                        |           |                               |
| La traviata                   | Giuseppe Verdi    | Giulio Falconni                     |                   | Mercè Llopart, Pietro Navia, Josep Segura-Tallien |           |                               |
| La traviata                   | Giuseppe Verdi    | Antonio Guarnieri                   |                   | Ester Mazzoleni, Antoni Marquès, Josep Segura-Tallien |           | primavera                     |